# Danny Kent
Danny Kent (ur. 25 listopada 1993 w Chippenham) – brytyjski motocyklista.

## Kariera

### 125cc/Moto3
Sezon 2010 był debiutem Danny'ego Kenta w motocyklowych mistrzostwach świata, dołączył on do włoskiego zespołu Lambretta Reparto Corse od grand prix Motegi, najlepszy finisz zanotował na torze Phillip Island, gdzie zajął 21 lokatę.
Rok później zamienił team na Red Bull Ajo (Aprilia), zajmując 11. miejsce w klasyfikacji generalnej (82 punkty, najlepsze finisz 4. miejsce). 2012 był początkiem nowego rozdziału, czyli kategorii Moto3, która zastąpiła 2-suwowe 125'tki, Kent pozostał co prawda z tym samym teamem, ale już na innym motocyklu (KTM).
Na sukcesy nie trzeba było długo czekać, Brytyjczyk stanął po raz pierwszy w karierze na podium motocyklowych mistrzostw świata w TT Assen, żeby pod koniec sezonu wygrać 2 wyścigi: na torze Twin Ring Motegi oraz w Circuit Ricardo Tormo
Jest także uczestnikiem wyścigowej akademii Phila Burgana (w skrócie PBRA), programu, który ma za zadanie wyłaniać brytyjskie talenty, jego mentorem został James Toseland. Celem tego przedsięwzięcia ma być pomoc finansowa i konsultacyjna dla obiecujących zawodników motocyklowych.
W sezonie 2015 wrócił do najniższej klasy wyścigowej, do sponsorowanego przez Leopard Kiefer Racing, dosiadając Hondy. Brytyjczyk sukcesywnie wygrywał kolejne starty (w GP Ameryk, GP Argentyny i GP Hiszpanii), do GP Niemiec utrzymując się na podium, by od startów w Indianapolis zejść z pierwszej trójki i bronić się przed goniącymi (zwyciężył w Wielkiej Brytanii, reszta miejsc w pierwszej dziesiątce), odpierał atak Miguela Oliveiry, który od GP San Marino uzbierał aż 140 pkt., ale wygrał klasyfikację generalną o 9 punktów.

### Moto2
W latach 2013–2014 Kent jeździł dla francuskiego Tech 3, w kategorii Moto2. Na sezon 2016 ponownie zagości w drugiej klasie wyścigowej, do zespołu Leopard Racing, w którym jego partnerem będzie Oliveira.

## Statystyki

### Sezony
| Sezon | Klasa  | Motocykl  | Wyścigi | Zwycięstwa | Podium | PP | NO | Pkt. | Poz. koń. |
| ----- | ------ | --------- | ------- | ---------- | ------ | -- | -- | ---- | --------- |
| 2010  | 125 cc | Honda     | 1       | 0          | 0      | 0  | 0  | 0    | NS        |
| 2010  | 125 cc | Lambretta | 5       | 0          | 0      | 0  | 0  | 0    | NS        |
| 2011  | 125 cc | Aprilia   | 17      | 0          | 0      | 0  | 0  | 82   | 11        |
| 2012  | Moto3  | KTM       | 17      | 2          | 3      | 1  | 1  | 154  | 4         |
| 2013  | Moto2  | Tech 3    | 15      | 0          | 0      | 0  | 0  | 16   | 22        |
| 2014  | Moto3  | Husqvarna | 18      | 0          | 2      | 1  | 0  | 129  | 8         |
| 2015  | Moto3  | Honda     | 18      | 6          | 9      | 5  | 3  | 260  | 1         |
| 2016  | Moto2  | Kalex     | 5       | 0          | 0      | 0  | 0  | 10*  | 16*       |
| Razem | Razem  | Razem     | 96      | 9          | 14     | 7  | 4  | 651  |           |

* – sezon w trakcie

### Klasy wyścigowe
| Klasa  | Sezon           | Pierwsze GP          | Pierwsze podium | Pierwsza wygrana | Wyścigi | Wygrane | Podia | PP | Najsz. okr. | Pkt. |
| ------ | --------------- | -------------------- | --------------- | ---------------- | ------- | ------- | ----- | -- | ----------- | ---- |
| 125 cc | 2010–2011       | Wielka Brytania 2010 |                 |                  | 23      | 0       | 0     | 0  | 0           | 82   |
| Moto3  | 2012, 2014–2015 | Katar 2012           | Holandia 2012   | Japonia 2012     | 53      | 8       | 14    | 7  | 4           | 543  |
| Moto2  | 2013, 2016–     | Katar 2013           |                 |                  | 20      | 0       | 0     | 0  | 0           | 26   |
| Razem  | 2010 –          | 2010 –               | 2010 –          | 2010 –           | 96      | 8       | 14    | 7  | 4           | 651  |

### Starty
| Sezon | Klasa  | Motocykl  | 1      | 2      | 3      | 4      | 5      | 6      | 7      | 8      | 9      | 10     | 11     | 12     | 13     | 14     | 15     | 16      | 17     | 18    | Poz. | Pkt. |
| ----- | ------ | --------- | ------ | ------ | ------ | ------ | ------ | ------ | ------ | ------ | ------ | ------ | ------ | ------ | ------ | ------ | ------ | ------- | ------ | ----- | ---- | ---- |
| 2010  | 125 cc | Honda     | QAT    | SPA    | FRA    | ITA    | GBR NU | NED    | CAT    | GER    | CZE    | IND    | RSM    | ARA    |        |        |        |         |        |       | NC   | 0    |
| 2010  | 125 cc | Lambretta |        |        |        |        |        |        |        |        |        |        |        |        | JPN NU | MAL NU | AUS 21 | POR NC  | VAL NU |       | NC   | 0    |
| 2011  | 125 cc | Aprilia   | QAT 13 | SPA 4  | POR 15 | FRA 17 | CAT 11 | GBR 10 | NED 6  | ITA 15 | GER 9  | CZE NU | IND 13 | RSM 6  | ARA 6  | JPN 9  | AUS 22 | MAL 10  | VAL 17 |       | 11   | 82   |
| 2012  | Moto3  | KTM       | QAT 8  | SPA NU | POR 8  | FRA NU | CAT 20 | GBR 6  | NED 3  | GER NU | ITA 5  | IND 12 | CZE 7  | RSM 12 | ARA 4  | JPN 1  | MAL 6  | AUS 5   | VAL 1  |       | 4    | 154  |
| 2013  | Moto2  | Tech 3    | QAT 18 | AME 17 | SPA 26 | FRA 15 | ITA 21 | CAT 13 | NED 19 | GER NU | IND 22 | CZE 12 | GBR 18 | RSM 18 | ARA 15 | MAL 12 | AUS 13 | JPN DNS | VAL    |       | 22   | 16   |
| 2014  | Moto3  | Husqvarna | QAT 13 | AME 8  | ARG 9  | SPA 11 | FRA 13 | ITA 15 | CAT 17 | NED 8  | GER 5  | IND 12 | CZE 3  | GBR 9  | RSM 12 | ARA 3  | JPN 6  | AUS 20  | MAL 4  | VAL 4 | 8    | 129  |
| 2015  | Moto3  | Honda     | QAT 3  | AME 1  | ARG 1  | SPA 1  | FRA 4  | ITA 2  | CAT 1  | NED    | GER 1  | IND 21 | CZE 7  | GBR 1  | RSM 6  | ARA NU | JPN 6  | AUS NU  | MAL 7  | VAL 9 | 1    | 260  |
| 2016  | Moto2  | Kalex     | QAT 6  | ARG 16 | AME NU | ESP NU | FRA 19 | ITA    | CAT    | NED    | GER    | AUT    | CZE    | GBR    | SMR    | ARA    | JPN    | MAL     | AUS    | VAL   | 16*  | 10*  |

* – sezon w trakcie